# Nick Montgomery
Nicholas Anthony Montgomery (Leeds, 28 ottobre 1981) è un allenatore di calcio ed ex calciatore scozzese, di ruolo centrocampista.

## Carriera

### Club
Esordisce con lo Sheffield United il 21 ottobre 2000 contro il Norwich. Segna il suo primo gol contro il Birmingham City nel novembre 2001.
Nel 2012 si trasferisce in prestito al Millwall, dove gioca 2 partite. Nello stesso anno, il 31 agosto, si trasferisce definitivamente ai Central Coast Mariners.
Il 12 maggio 2017 si ritira dal calcio giocato.

### Nazionale
Essendo di padre scozzese, Montgomery è idoneo a giocare per la Scozia.
Fa il suo esordio con l'Under-21 nel febbraio 2003 in una partita contro l'Austria, nella quale segna un gol da centrocampo.
Nel dicembre 2005 esordisce con la nazionale maggiore, nella partita persa per 2-0 con la Polonia.

## Palmarès

### Giocatore
- Campionato australiano: 1

Central Coast Mariners: 2012-2013

### Allenatore
- Campionato australiano: 1

Central Coast Mariners: 2022-2023